# Barém nos Jogos Olímpicos de Verão de 1996
O Barém participou dos Jogos Olímpicos de Verão de 1996 em Atlanta, Estados Unidos.